# Élection présidentielle soviétique de 1990
Les élections présidentielles de l’Union Soviétique de 1990 se sont déroulées dans l’Union Soviétique le 14 mars 1990. Leur but est d’élire le Président de l'Union des républiques socialistes soviétiques pour un mandat de 5 ans. C’est l’unique élection de ce type à s’être déroulée dans l’Union Soviétique, car le bureau du président a été créé en 1990, un an avant la dissolution de L’URSS en 1991.
Les élections voient la victoire incontestable de Mikhaïl Gorbatchev, anciennement Secrétaire général du Parti communiste de l'Union soviétique et unique candidat de celui-ci,,.
De plus, la constitution requiert que le président soit élu directement; pour cela, il a été décidé que les premières élections seraient à vote indirect.

## Contexte
Le 7 février 1990, environ un mois avant l'élection, la présidence du parti communiste vote pour la création d'une présidence. Le 3e Congrès des députés du peuple de l’URSS commença le 12 mai 1990 et décida de la création du poste de président de l’URSS,. Le président serait élu pour 5 ans. Le CPD[Quoi ?] élira le président pour ce cycle, le prochain cycle deviendra un scrutin à suffrage universel, ce qui n'a pas pu avoir lieu à cause de la chute de l’URSS en 1991.

## Candidats
Le 14 mars, durant un plénum du CPSU, Gorbatchev, le ministre de l'intérieur Vadim Bakatin et l'ancien premier ministre Nikolai Ryzhkov sont nommés candidats à l'élection présidentielle ; pourtant, Bakatin et Ryzhkov retirèrent leurs candidatures.

### Nomination
| Parti Communiste                                              |
|                                                               |
|                                                               |
| Président du Soviet suprême de l'Union soviétique (1989–1990) |

### Abandons
| Candidat           | Bureau politique                                         |
| ------------------ | -------------------------------------------------------- |
| Vadim Bakatin (en) | Ministre de l'intérieur (1988–1990)                      |
| Nikolaï Ryjkov     | Président du Conseil des ministres de l’URSS (1985–1991) |

## Suite
Le 15 mars, un jour après les élections, Mikhaïl Gorbatchev prend la place de président lors d'un Congrès des députés du peuple,. Le 24 mars, le président Gorbatchev nomme son cabinet.